# Дракенберг, Христиан Якобсен
Христиан Якобсен Дракенберг (норв. Christian Jacobsen Drakenberg 18 ноября 1626, Скее — 9 октября 1772, Орхус) — полулегендарный датский моряк норвежского происхождения, проживший почти 146 лет.

## Биография
Христиан Якобсен Дракенберг родился на ферме Бломсхольм, приход Скее в Бохуслене (до 1658 Норвегия) 18 ноября 1626, умер в Орхусе 9 октября 1772.

### Ранние годы
По словам Дракенберга, его родителями были капитан Якоб Дракенберг и Элизабет Маргрете Юуль. В восемь лет он пришёл в дом своего дяди, который был капитаном в Голландии. В 12 лет он выходит в море, и с этого времени началась его жизнь моряка. Он утверждал, что был унтер-офицером, затем боцманом Военно-морских сил Дании, и участвовал в этом качестве в войнах против Швеции 1657—58 и 1675-79, которые вели Фредерик III, Кристиан V и Фредерик IV. Между этими войнами он был моряком торгового флота.

### Плен и рабство
Во время поездки в Испанию в 1694 году, он был захвачен пиратами из Алжира и был у них рабом в течение десяти лет, а затем — после того, как его продали — в течение пяти лет в качестве прислуги у богатого еврея в Алеппо. В 1710 году ему удалось, вместе с пятью другими рабами, бежать на Мальту в шлюпке. Когда он пришёл в Бордо, то узнал, что датско-норвежская уния была в состоянии войны со Швецией, поэтому он поспешил на север, чтобы принять в ней участие. В 1712 году он был не в ладах с капитаном Петером Весселем, (позднее получившим благородное имя Торденшельд), потому что 85-летний Дракенберг не снял шляпу перед офицером. Вессель вытащил шпагу и нанес Дракенбергу пару ударов, после чего Дракенбергу удалось вырвать меч из рук Весселя и бросить его на крышу. За это он получил кратковременный арест на судне Весселя.

### Здоровье и семья
К 100-летию у Дракенберга потемнели волосы и прорезались новые зубы. В 1732 году Дракенберг отправился пешком в Норвегию, чтобы получить доказательство своего возраста. От священника прихода Скее он получил копию протокола, удостоверяющего дату его рождения. Тогда ему было, вероятно, полные 105 лет. Король Дании Кристиан VI узнал о возрасте Дракенберга, и о том, что он служил Союзу Дания-Норвегия на трех войнах. В 1735 году он был приглашен в замок Фреденсборг. Кристиан VI предоставил ему пожизненную ежегодную пенсию в 70 талеров.
Два года спустя, 27 июля 1737, Дракенберг женится на 60-летней вдове, Марен Мишельсдаттер Багге (ок. 1677 — ок. 1740).
Когда через несколько лет она умерла, Дракенберг продолжал ухаживать как за старыми вдовами, так и за молодыми девушками, но получал отказ.
В 1760 году Дракенберг переехал в Орхус и поселился в Каренс Йенсдаттер в Фискергаде 82. 

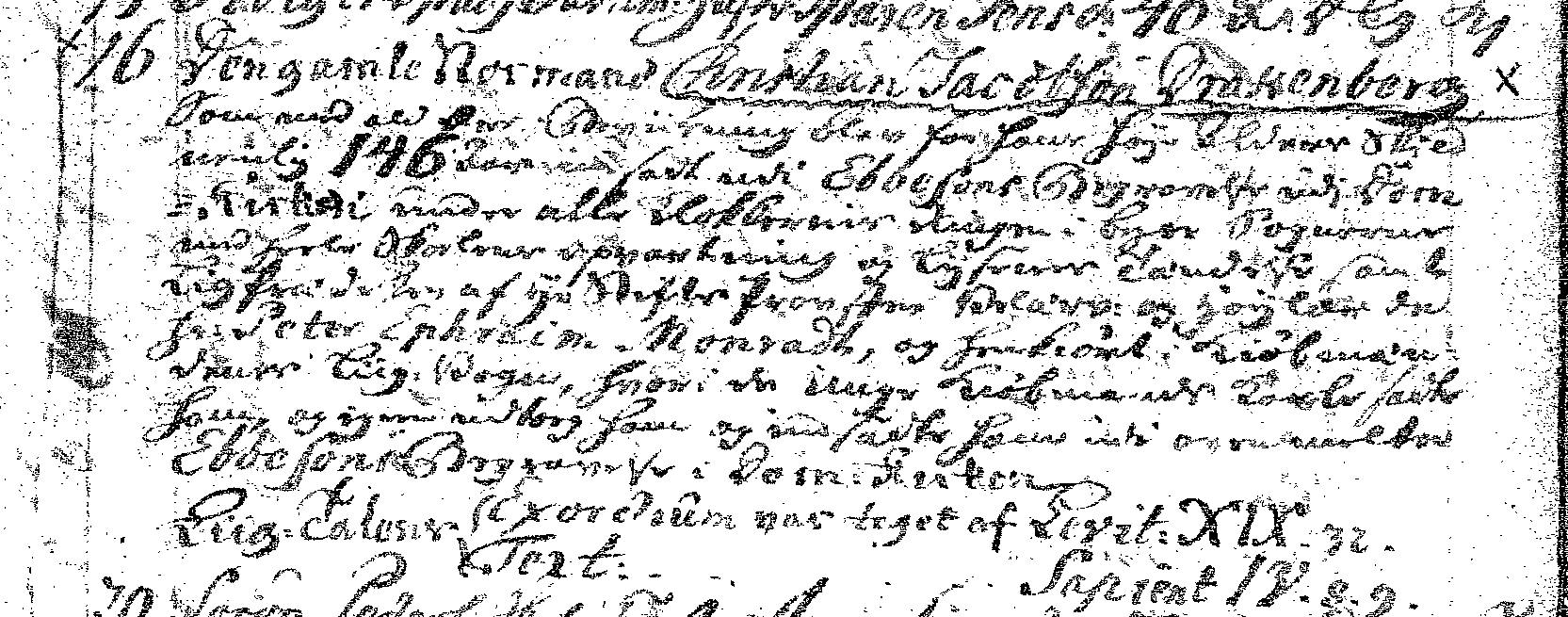
Сертификат захоронения Дракенберга от 16 октября 1772. Из Орхусского прихода Domsogn, Hasle Herred, ссылка 825

В Орхусе он умер и его мумия до 1840 года была на всеобщем обозрении в Чапел Лауридс Ебб (Laurids Ebb) в Орхусском соборе. Поскольку консорт-королева Каролина Амалия во время визита в собор потребовала, чтобы он был похоронен, мумия была перенесена в склеп церкви. При восстановлении Орхусского собора в 1998 году не удалось, однако, найти останки Дракенберга или его гроб.
Группа исследователей геронтолога Пиа Фромхольт из Центра геронтопсихологии в Орхусе надеялась, что мумия Пила остается в склепе, чтобы они могли изучить её подробнее. Так как им не повезло с этим, они попытались найти одну или несколько из отливок, сделанных Джонсоном. Они искали в нескольких музеях, но без успеха. В одном датском музее, однако, допускают, что бюст когда-то был, но с тех пор исчез. В итоге, в феврале 1999 года одна копия была найдена в музее Стремштадта в Швеции.
Подробные исследования гипсовых масок Дракенберга показали, что они сделаны с умершего человека, но сравнение с двумя прижизненными портретами, Карла Густава Пило, (1741), и Могенса Тране (1758), не смогло подтвердить или опровергнуть, действительно ли отпечатки Пила сделаны с мумии. Однако, примечательно, что отпечаток не показывает ничего общего с бородой, а на обоих портретах Дракенберг имеет большую бороду.

## Критика
В церковных книгах прихода Скее или в другом месте не удалось найти записи о родителях Дракенберга. Он, как утверждается, в 1626 году был крещён священником по имени Питер Йохансен Вюнстен, но так и не удалось найти этому доказательств.
Также не удалось найти следы священника Корнелиуса Николая, который в 1732 сделал копию протокола, удостоверяющего дату его рождения.
Многие современные описания Дракенберга, включая Шведскую Википедию, основывались на сборнике коротких рассказов Salmonsens konversationsleksikon (1915—1930).
Сама фамилия Дракенберг может читаться как «Гора селезней» (самец утки). По-видимому, Дракенберг, как и многие другие неподтверждённые долгожители, прожил на несколько десятилетий меньше. Вероятный год рождения Дракенберга — 1665—1670.